# تساي شنغ
تساي شنغ (بالصينية: 蔡晟) هو لاعب كرة قدم ومدرب كرة قدم صيني في مركز الهجوم، ولد في 12 نوفمبر 1971 في ووهان في الصين. شارك مع منتخب الصين لكرة القدم. أما مع النوادي، فقد لعب مع Wuhan Optics Valley F.C. ‏.

## وصلات خارجية
- تساي شنغ على موقع ناشيونال فوتبول تيمز (الإنجليزية)